# Sclerosaurus
Sclerosaurus is een geslacht van uitgestorven procolophonide parareptielen bekend van het Vroeg- tot Midden-Trias van Duitsland en Zwitserland. Het bevat als enige soort Sclerosaurus armatus.

## Naamgeving
De typesoort Sclerosaurus armatus werd in 1857 benoemd door Hermann von Meyer in een ruimere publicatie door Fischer. De vermelding bevat een voldoende beschrijving zodat de naam geldig was als een Sclerosaurus Meyer in Fischer 1857. In 1859 beschreef Von Meyer de soort in meer detail. De geslachtsnaam is afgeleid van het Grieks skleros, 'stijf'. De soortaanduiding betekent 'met wapenrusting' in het Latijn. De soortnaam als geheel verwijst zo naar het lichaamspantser.
Het holotype, dat geen gepubliceerd inventarisnummer heeft, is deel van de collectie van het Geologisches Institut der Albert-Ludwigs-Universität in Freiburg im Breisgau. Het bestaat uit een plaat en tegenplaat, met daarop zichtbaar een stuk wervelkolom met een dozijn ruggenwervels, een bekken, beide dijbeenderen en pantserplaten, gevonden in een groeve in de bovenste Buntsandstein bij Warmbach nabij Rheinfelden.
In 1878 werd een veel vollediger skelet uit Riehen bij Basel door Robert Wiedersheim benoemd als een Labyrinthodon Rütimeyeri. Dit wordt tegenwoordig beschouwd als een jonger synoniem van Sclerosaurus en conform de regels gespeld als Labyrinthodon ruetimeyeri. Het holotype is Naturhistorisches Museum Basel, Bs. 28. Het stuk raakte later zwaar beschadigd maar er werd eerder een uitstekend afgietsel van gemaakt. Het werd in 1896 door Harry Govier Seeley hernoemd tot een Aristodesmus Rütimeyeri, dus ook een jonger synoniem.
In 2008 publiceerde Hans-Dieter Sues een moderne beschrijving van de soort.

## Beschrijving
Sclerosaurus was vrij klein, ongeveer dertig centimeter lang en onderscheidde zich van andere bekende parareptielen door het bezit van lange, naar achteren uitstekende punten aan de wang, achterste onderkaaktanden met enigszins overlappende kronen en een smalle band van rugpantser bestaande uit twee of drie rijen geornamenteerd osteodermen aan beide zijden van de middenlijn.

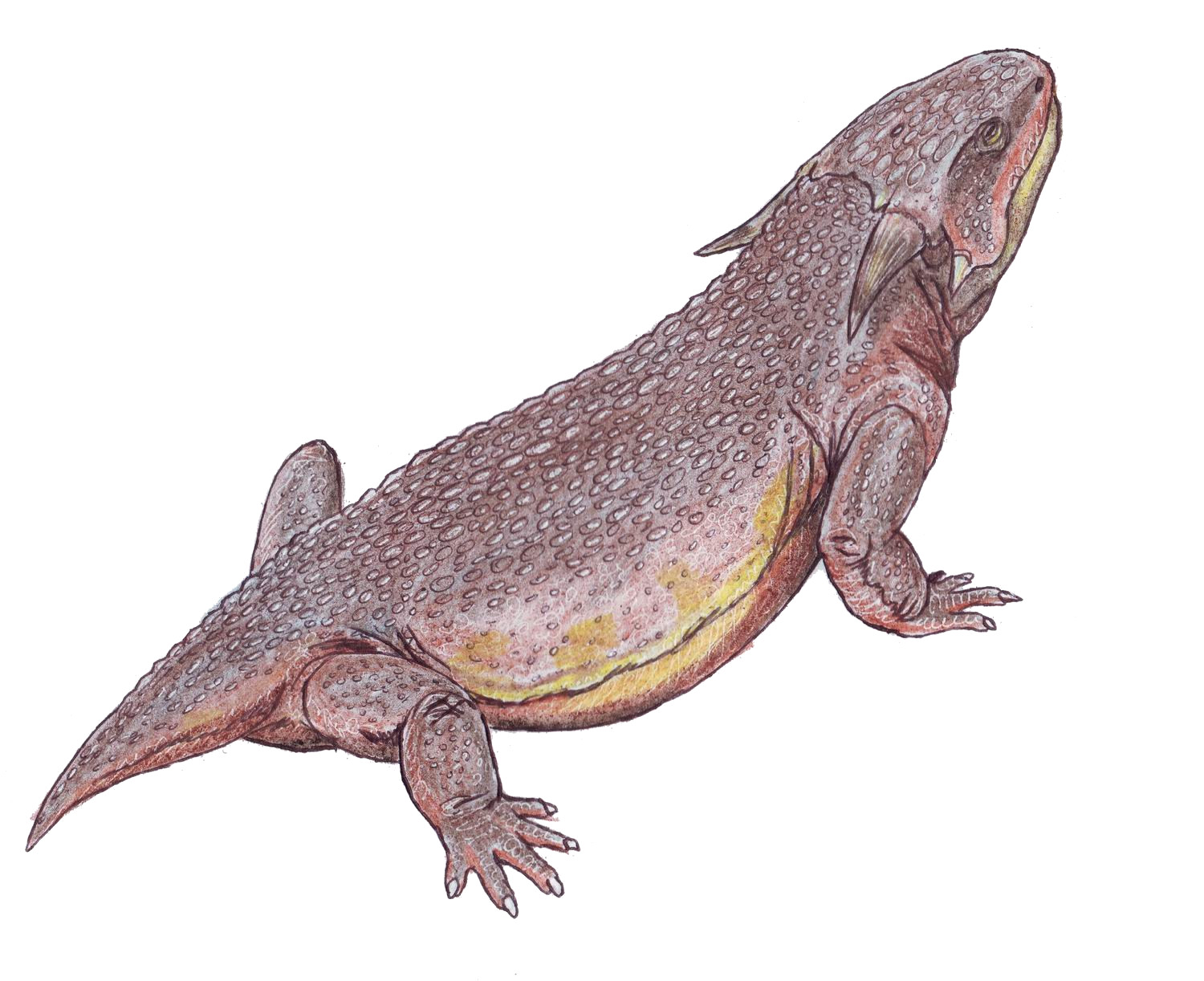
Sclerosaurus

Op het quadratojugale staat een paar afgeplatte stekels met schuin eronder een derde stekel. De acht tanden van het dentarium staan wat schuin van voren naar achteren en binnen zodat de kronen overlappen. De ornamentering van de platen bestaat uit onregelmatige putjes die wijzen op een hoornlaag. Ze hebben geen punten of kielen. Buikribben lijken te ontbreken. De staart is kort. Het schouderblad is hoog en mist een processus aromialis. De onderste gewrichtsknobbels van het dijbeen raken elkaar zodat een kanaal ontstaat. In de enkel zijn sprongbeen en hielbeen vergroeid tot een groot element. De uiterste tarsalia lijken niet verbeend te zijn.

## Fylogenie
Traditionele classificaties, bijvoorbeeld Carroll (1988) plaatste Sclerosaurus bij de procolophoniden, maar sommige fylogenetische studies hebben aangetoond dat het een naaste verwant is van de pareiasauriërs, en samen met die groep vormt het de clade Pareiasauroidea. Meer recente fylogenetische analyses plaatsen Sclerosaurus binnen Procolophonidae zoals oorspronkelijk gesuggereerd, en ondersteunen de verwijzing naar de Leptopleuroninae. Sclerosaurus is het nauwst verwant aan Scoloparia glyphanodon uit Nova Scotia, Canada, en samen vormen ze de Sclerosaurini-stam binnen Leptopleuroninae.